# South Staffordshire
Il South Staffordshire è un distretto dello Staffordshire, Inghilterra, Regno Unito, con sede a Codsall.
Il distretto fu creato con il Local Government Act 1972, il 1º aprile 1974 dalla fusione del distretto rurale di Cannock con il distretto rurale di Seisdon.

## Parrocchie civili
- Acton Trussell and Bednall
- Bilbrook
- Blymhill and Weston-under-Lizard
- Bobbington
- Brewood
- Cheslyn Hay
- Codsall
- Coppenhall
- Dunstone
- Enville
- Essington
- Featherstone
- Great Wyrley
- Hatherton
- Hilton
- Himley
- Huntington
- Kinver
- Lapley Stretton and Wheaton Aston
- Lower Penn
- Pattingham and Patshull
- Penkridge
- Perton
- Saredon
- Shareshill
- Swindon
- Teddesley Hay
- Trysull and Seisdon
- Wombourne